# Resident Evil: Outbreak
Resident Evil Outbreak är ett spel i Resident Evil-serien.

## Handling
I Racoon City utbryter en epidemi som gör människorna i staden till zombier. Åtta överlevande måste ta sig till en missil för att avfyra den och förgöra staden innan smittan sprids. Spelaren kontrollerar alla de åtta karaktärerna, som har olika styrkor och svagheter.

## Karaktärer
- Kevin Ryman
- Mark Wilkins
- George Hamilton
- Cindy Lennox
- David King
- Alyssa Ashcroft
- Jim Chapman
- Yoko Suzuki